# Charbel Pinto
Charbel Pinto, conhecido como "Charbel" (nascido a 15 de fevereiro de 1978 em Dakar, Senegal) é um cantor, empresário e produtor luso-guineense de ascendência libanesa.

## Biografia
Charbel Pinto nasceu no Senegal, embora seja natural da Guiné-Bissau. Foi lá que viveu toda a sua infância, após mudar-se para o país, com apenas um mês de idade. Filho de pai português e mãe libanesa, desde cedo que sonhava ser músico, participando em vários concursos escolares e ganhando alguns deles. A sua ligação a África familiarizou-o com vários ritmos, desde o Kizomba à Tarraxinha.
Em 2000, mudou-se para Portugal, nunca desistindo do seu sonho de se tornar cantor. Comprou uma casa na zona de Queluz e foi morar com a namorada, que mais tarde viria a ficar grávida de um menino, Lucas, nascido em 2005. Como forma de sustentar a família, Charbel foi trabalhar na construção civil, onde teve contacto com os primeiros cabo-verdianos. O sonho de se tornar cantor começava a ganhar proporção com o passar dos anos, à medida que ia conhecendo vários artistas africanos, como Gama, Tó Semedo, Philipe Monteio, Jair OB1, entre outros. Em 2006, compôs um tema para a cantora cabo-verdiana Gama, acabando este por se tornar no maior tema de sucesso da artista, intitulado “Sonho”. No ano de 2009, o cantor dá início à gravação do seu primeiro álbum a solo, intitulado “Apaixonado”. Até chegar ao reconhecimento, Charbel teve várias dificuldades, no entanto, atrasando o lançamento do disco. Tendo ao seu lado o cantor Tó Semedo, que sempre apostou no seu trabalho, Charbel contou ainda com as participações de TLDreamz (Tó Semedo & Loonny em Portugal), M&N Pro (Migui & Nicet na Holanda), Thierry Doumergue em França e Carlos Juvandes em Portugal.
Em 2011 edita o seu primeiro trabalho discográfico, composto por 10 temas, que chega rapidamente a disco de ouro pela Associação Fonográfica Portuguesa, destacando-se a música “Belíssima”. Ao longo da sua carreira, Charbel actuou em cerca de 25 países. Foi considerado o cantor Revelação 2012/2013 na Guiné Bissau. O seu mais recente trabalho “Compatível” foi nomeado para Melhor Álbum nos Kizomba Music Awards 2014 e conta com onze temas. Entre eles uma colaboração com o cantor Tó Semedo, que faz parte da Heart Music Records Portugal, editora responsável pelo álbum. Em 2016, Charbel planeja abrir um orfanato em Bissau com seu nome.

## Discografia
| Álbum      | Detalhes | Vendas     | Certificações |
| ---------- | --- | ---------- | ------------- |
| Apaixonado | - Lançamento: 26 de abril de 2011 - Formatos: CD, download digital - Editora: Heart Music Records Portugal                             | - : 7.500  | - AFP: Ouro   |
| Compatível | - Lançamento: 27 de setembro de 2014 - Formatos: CD, download digital - Editora: Heart Music Records Portugal/Universal Music Portugal | - : 11.000 | - AFP: Ouro   |